# Amata palanana
Amata palanana är en fjärilsart som beskrevs av Semper 1898. Amata palanana ingår i släktet Amata och familjen björnspinnare. Inga underarter finns listade i Catalogue of Life.